# Dirección de Aviación de Ejército
La Dirección de Aviación de Ejército (Dir Av Ej), denominada Comando de Aviación de Ejército (CAE) hasta 2024, es un organismo superior del Ejército Argentino para conducción de la Aviación de Ejército con asiento en el Aeródromo Militar Campo de Mayo, provincia de Buenos Aires.

## Historia
Cerca del año 1990, el Comando de Aviación de Ejército mudó su asiento del Edificio Libertador a Campo de Mayo.
El Comando de Aviación de Ejército adoptó el nombre de «Dirección de Aviación de Ejército» (Dir Av Ej) en el año 2011. Ocho años después recuperó el nombre anterior, al tiempo que pasaba bajo la dependencia del Comando de Adiestramiento y Alistamiento del Ejército (CAAE).
Por resolución del 11 de noviembre de 2024 del Ministerio de Defensa, volvió a convertirse en Dirección de Aviación de Ejército, bajo dependencia orgánica de la Subjefatura del Estado Mayor General del Ejército.

## Organización
El Dirección de Aviación de Ejército utiliza el Aeródromo Militar Campo de Mayo como base de paz.
- Dirección de Aviación de Ejército (Dir Av Ej). Guar Ej Campo de Mayo (BA).
  - Jefatura de la Agrupación de Aviación de Ejército 601 (J Agr Av Ej 601). Guar Ej Campo de Mayo (BA).
    - Batallón de Helicópteros de Asalto 601 (B Helic Asal 601). Guar Ej Campo de Mayo (BA).
    - Escuadrón de Aviación de Exploración y Ataque 602 (Esc Av Ej Expl Atq 602). Guar Ej Campo de Mayo (BA).
    - Batallón de Aviación de Apoyo de Combate 601[nota 1] (B Av Apy Comb 601). Guar Ej Campo de Mayo (BA).
    - Escuadrón de Aviación de Apoyo 604 (Esc Av Apy 604). Guar Ej Campo de Mayo (BA).
    - Batallón de Abastecimiento y Mantenimiento de Aeronaves 601 «Brigadier General Antonio Parodi» (B Ab Mant Aeron 601). Guar Ej Campo de Mayo (BA).